# Catedral Metropolitana de Buenos Aires
A Catedral Metropolitano de Buenos Aires é a principal igreja católica em Buenos Aires, capital da Argentina. Localiza-se no centro da cidade, diante da Praça de Maio, na esquina das ruas San Martín e Rivadavia, no bairro de San Nicolás. É a igreja-mãe da Arquidiocese de Buenos Aires.
A Catedral de Buenos Aires foi reconstruída diversas vezes desde suas origens humildes no século XVI. O prédio atual é uma mistura de estilos arquitetônicos, com uma nave e uma cúpula do século XVIII e uma severa fachada neoclássica do século XIX, sem torres. O interior mantém estátuas preciosas do século XVIII, bem como retábulos, bem como uma rica decoração neo-renascentista e neobarroca. No seu interior se localiza o túmulo de José de San Martín.